# Prix du jury œcuménique du Festival de Locarno
Pour les articles homonymes, voir Prix du jury œcuménique.
Le prix du jury œcuménique est une récompense cinématographique décernée par un jury indépendant lors du Festival de Locarno depuis 1973 à un long métrage de la compétition officielle.
Le jury est composé de chrétiens engagés dans le monde du cinéma (journalistes, réalisateurs, enseignants). Entre 1973 et 2001, ce jury a été composé par des membres de l'Organisation catholique internationale du cinéma (OCIC) et de l'organisation protestante du cinéma (Interfilm). Fin 2001, l'OCIC et l'organisation catholique internationale de la radio et de la télévision (Unda) fusionnent et la nouvelle association SIGNIS (l'association catholique mondiale pour la communication) est née. Depuis 2002, c'est SIGNIS qui met avec Interfilm le jury œcuménique en place chaque année à entre autres Locarno, Berlin, Cannes, Oberhausen, Mannheim-Heidelberg, Fribourg, Leipzig et Karlovy Vary.

## Palmarès

### Années 1970
- 1973 : Illumination (Illuminacja), de Krzysztof Zanussi
- 1974 : (ex æquo) 25, rue des Sapeurs (Tüzoltó utca 25.) d'Istvan Szabo et 27 down Bombay-Varanasi d'Awtar Kaul
- 1975 : Noua d'Abdelaziz Tolbi
- 1976 : La Récolte de trois mille ans (Mirt sost shi amit) d'Hailé Gerima
- 1977 : The Guest de Ross Devenish et Athol Fugard
- 1978 : Non décerné
- 1979 : Les Petites Fugues d'Yves Yersin

### Années 1980
- 1980 : Opname d'Erik van Zuylen et Marja Kok
- 1981 : Chakra de Rabindra Dharmaraj
- 1982 : Parti sans laisser d'adresse de Jacqueline Veuve
- 1983 : (ex æquo) Planeta Krawiec de Jerzy Domaradzki et Ferestadeh de Parviz Sayyad
- 1984 : (ex æquo) The Terence Davies Trilogy de Terence Davies et Tizano de Dominique Cassuto de Bonet et Salvador Bonet
- 1985 : L'Âme-sœur (Höhenfeuer) de Fredi Murer
- 1986 : Lamb de Colin Gregg
- 1987 : With love to the person next to me de Brian McKenzie
- 1988 : Family Viewing d'Atom Egoyan
- 1989 : Pourquoi Bodhi-Dharma est-il parti vers l'orient ? de Yong-Kyun Bae

### Années 1990
- 1990 : Hush-a-Bye Baby de Margo Harkin
- 1991 : Oblako-Ray (Nuage-paradis) de Nikolaï Dostal
- 1992 : Sishi Buhuo (Family Portrait) de Li Shaohong
- 1993 : Bhaji, une balade à Blackpool (Bahji on the Beach) de Gurinder Chadha
- 1994 : Ermo de Zhou Xiaowen
- 1995 : Sept en attente de Françoise Etchegaray
- 1996 : Miel et Cendres de Nadia Fares Anliker
- 1997 : Gadjo Dilo de Tony Gatlif
- 1998 : Titanic Town de Roger Michell
- 1999 : La vie ne me fait pas peur de Noémie Lvovsky

### Années 2000
- 2000 : Baba de Wong Shuao
- 2001 : (ex æquo)
  - L'Afrance de Alain Gomis
  - Promesses de Justine Shapiro, B.Z. Goldberg et Carlos Bolado
- 2002 : La Cage d'Alain Raoust
- 2003 : Khamosh Pani (Silent Waters) de Sabiha Sumar
- 2004 : Yasmin de Kenny Glenaan
- 2005 : La Neuvaine de Bernard Émond
- 2006 : Agua de Verónica Chen
- 2007 : La Maison jaune d'Amor Hakkar
- 2008 : Mar nero de Federico Bondi
- 2009 : Akadimia Platonos de Filippos Tsitos

### Années 2010
- 2010 : Morgen de Marian Crisan
- 2011 : Vol spécial de Fernand Melgar
- 2012 : Une Estonienne à Paris d'Ilmar Raag
- 2013 : States of Grace (Short Term 12) de Destin Daniel Cretton
- 2014 : L'Idiot ! (Дурак) de Youri Bykov
- 2015 : Ma dar behesht de Sina Ataeian Dena
- 2016 : Godless (Bezbog) de Ralitza Petrova
- 2017 : Lucky de John Carroll Lynch
- 2018 : Sibel de Çagla Zencirci et Guillaume Giovanetti